# 三明ヴァッチャ経
『三明ヴァッチャ経』（さんみょうヴァッチャきょう、巴: Tevijjavaccha-sutta, テーヴィッジャヴァッチャ・スッタ）とは、パーリ仏典経蔵中部に収録されている第71経。『婆蹉衢多三明経』（ばさぐたさんみょうきょう）とも。
釈迦が、外道の修行者ヴァッチャ（ヴァッチャゴッタ）に、三明などを説く。

## 構成

### 登場人物
- 釈迦
- ヴァッチャ（ヴァッチャゴッタ） - 外道の修行者

### 場面設定
ある時、釈迦たちはヴェーサーリー近郊のマハーヴァナ（大林）クーターガーラ（重閣）講堂に滞在していた。
そこに外道の修行者ヴァッチャが訪れ、仏陀は何でも知っている者であるのか問うと、釈迦は正確には三明を備えた者が仏陀だと答える。
釈迦は更に、ヴァッチャの質問に答える形で、在家は天界へは行けるが、涅槃には到達できないこと、外道ももちろん涅槃には行けないが、天界に至った者は例外的に一人いたと答える。
ヴァッチャは歓喜する。

## 日本語訳
- 『南伝大蔵経・経蔵・中部経典2』（第10巻） 大蔵出版
- 『パーリ仏典 中部（マッジマニカーヤ）中分五十経篇I』 片山一良訳 大蔵出版
- 『原始仏典 中部経典2』（第5巻） 中村元監修 春秋社